# De Groeve
De Groeve – wieś w Holandii, w prowincji Drenthe, w gminie Tynaarlo.